# 扭钟螺
扭钟螺（学名：Monodonta perplexa），是原始腹足目钟螺科Monodonta的一种。主要分布于韩国、台湾，常栖息在潮间带岩礁。